# Брусницын, Юрий Александрович
Юрий Александрович Брусни́цын (15 апреля 1946 — 28 июня 2004) — российский политический деятель.
Полномочный представитель Президента Российской Федерации в Свердловской области (1998—2000), управляющий делами Государственной Думы (2000—2004). Депутат Государственной Думы I созыва (1993—1995).

## Биография
Родился 15 апреля 1946 года в Свердловске.
В 1973 году окончил санитарно-гигиенический факультет СвГМИ и до 1990 года работал в системе здравоохранения Свердловска. Весной 1990 года избран депутатом, а затем и первым председателем Кировского районного совета народных депутатов. В начале 1992 года назначен главой администрации Кировского района Екатеринбурга.
12 декабря 1993 года избран депутатом Государственной Думы по Орджоникидзевскому избирательному округу № 164 (выдвигался самостоятельно, но был поддержан блоком «Выбор России»). Первоначально вошёл в состав депутатской группы «Новая региональная политика», одновременно 27 апреля 1994 года на один день входил в состав депутатской группы «Союз 12 декабря» (для обеспечения минимально необходимой для регистрации численности группы), с октября 1994 года — член фракции «ПРЕС». Занимал должность заместителя председателя Комитета по организации работы Государственной Думы.
В феврале 1995 года перешёл на работу в аппарат Думы на должность заместителя управляющего делами, в связи с чем сложил депутатские полномочия. Проведённые в мае 1995 года довыборы на освободившийся после Брусницына депутатский мандат не состоялись из-за крайне низкой явки избирателей.
В марте 1998 года назначен полномочным представителем Президента Российской Федерации в Свердловской области (пост был вакантен более полугода после отставки Виталия Машкова). В конце 1999 года участвовал в выборах главы города Екатеринбурга, был одним из трёх кандидатов, наряду с Семёном Спектором и Игорем Ковпаком, поддерживаемых областными властями. Занял 3-е место, набрав 9,0 % голосов (действующий глава города Аркадий Чернецкий победил в первом же туре, набрав 55,9 % голосов).
В феврале 2000 года Брусницын вернулся в Москву и был назначен на должность первого заместителя руководителя Аппарата Государственной Думы — управляющего делами Государственной Думы.
Скоропостижно скончался 28 июня 2004 года. Похоронен в Москве на Троекуровском кладбище.

## Классный чин
- Действительный государственный советник Российской Федерации 1 класса (31 июля 2000).